# Glaucopsyche boydi
Glaucopsyche boydi är en fjärilsart som beskrevs av Clark 1948. Glaucopsyche boydi ingår i släktet Glaucopsyche och familjen juvelvingar. Inga underarter finns listade i Catalogue of Life.